# یلونایف
یِلونایف (به انگلیسی: Yellowknife به معنای چاقوی زرد) مرکز و بزرگ‌ترین شهر استان نواحی شمال غرب کانادا است.
این شهر در سال ۲۰۱۱ جمعیتی برابر با ۱۹،۲۳۴ نفر داشت و مساحت آن ۱۰۵٫۲ کیلومتر مربع است. ۶۸ درصد از مردم شهر، سفیدپوست و بقیه از دیگر نژادها هستند.

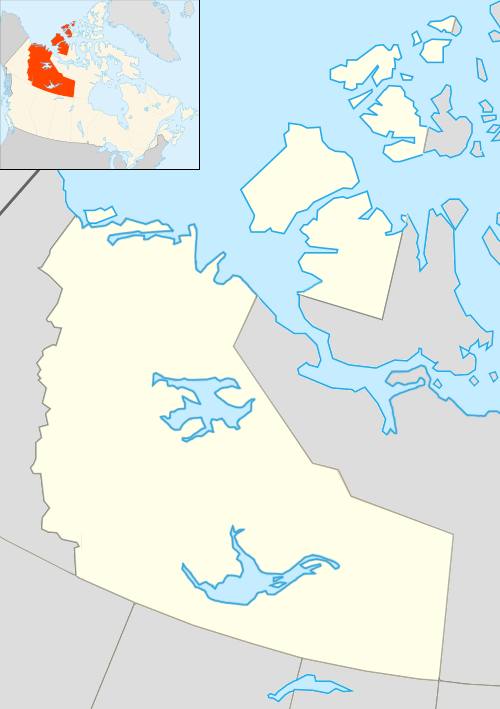

یلونایف در کنار رودخانه یلونایف و در ساحل شمالی دریاچه گریت اسلیو واقع شده و موقعیتی بسیار دورافتاده دارد به‌طوری‌که نزدیکترین شهر بزرگ به آن، یعنی ادمونتون در فاصله ۱۵۰۰ کیلومتری قرار گرفته و سفر به آن با خودروی سواری ۲۴ ساعت طول می‌کشد.
شهر یلونایف و پیرامون آن منطقه‌ای سرشار از زیبایی‌های طبیعی است و در نزدیکی آن معادن طلا و الماس قرار دارند.

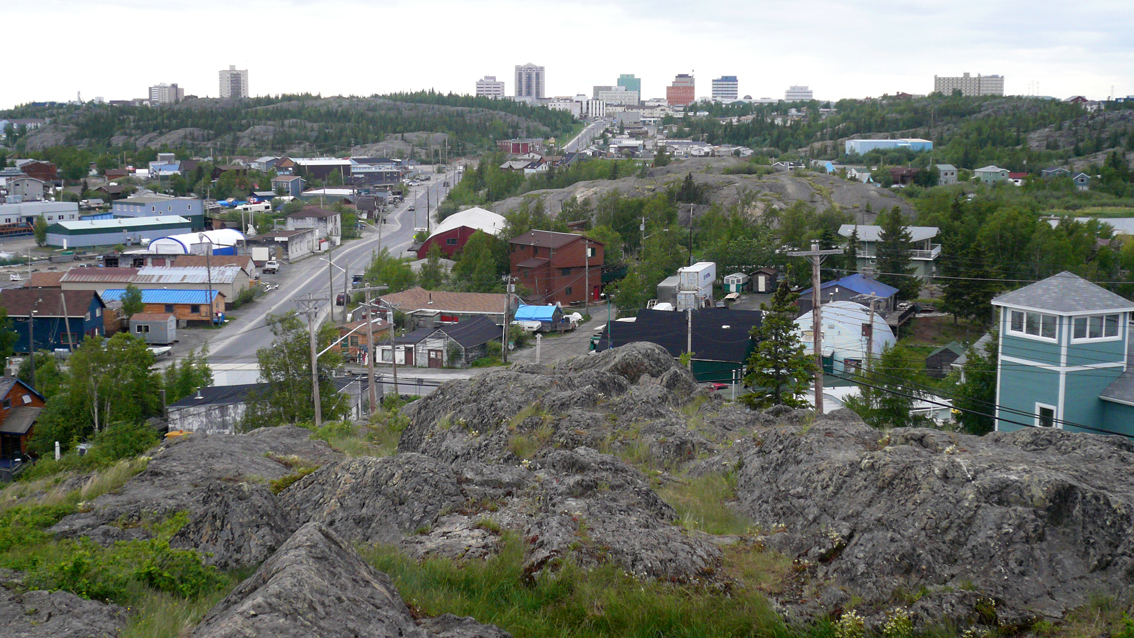

یلونایف به‌ویژه برای «جشنواره زمستانی پادشاه برف» و جشنواره موسیقی «Folk on the Rocks» شهرت دارد. جشنواره موسیقی یادشده در سال ۲۰۱۰ سالگرد سی‌سالگی خود را جشن گرفت. ژاپنی‌ها از گردشگرانی هستند که به تعداد زیاد برای دیدن شفق قطبی به یلونایف می‌آیند. این شهر فرودگاه مخصوص خود را دارد که فرودگاه یلونایف نامیده می‌شود.
این شهر دارای آب و هوای زیرشمالگانی است و با تغییرات شدید دما روبه‌رو می‌باشد به طوری که دمای هوای آن از ۴۰ درجه زیر صفر در زمستان تا ۲۵ درجه سانتیگراد در تابستان تغییر می‌کند.